# Wacław I legnicki
Wacław I legnicki (ur. pomiędzy 1310 a 1318, zm. 2 czerwca 1364) – książę namysłowski w latach 1338–1342 i legnicki w latach 1342–1345 wraz z bratem Ludwikiem I, w latach 1345–1346 w wyniku podziału księstwa legnickiego w Chojnowie i Złotoryi, w latach 1346–1349 całość księstwa legnickiego, w 1348 lub 1349 strata Lubina, w 1358 uzyskana połowa księstwa brzesko-oławskiego i Byczyna, sprzedana następnie linii świdnickiej, w 1359 w wyniku nowego podziału Legnica i Złotoryja.

## Życiorys
Wacław I był najstarszym synem księcia legnicko-brzeskiego Bolesława III Rozrzutnego i Małgorzaty, córki króla czeskiego i polskiego – Wacława II, (na którego cześć otrzymał zresztą imię).
O dzieciństwie księcia i wczesnej młodości nie wiemy zgoła nic, gdyż w źródłach Wacław I pojawia się dopiero w 1329 r. przy okazji składania hołdu lennego przez Bolesława III Janowi Luksemburskiemu. Już w 1338 r. Wacław otrzymał od ojca własną tymczasową dzielnicę – okręg namysłowski.
Cztery lata później starzejący się Bolesław III zdecydował się przekazać swoim dwóm dorosłym już synom (Wacławowi i Ludwikowi I) w zamian za Namysłów oraz spłatę licznych długów – księstwo legnickie pozostawiając sobie niewielki dział w Brzegu i Oławie.
Bracia początkowo postanowili nie dokonywać podziału i rządzili wspólnie, próbując znaleźć sposób na wyjście z olbrzymich długów. Źródeł dochodów w księstwie nie było wiele, gdyż mało gospodarny ojciec zastawił i sprzedał większość regaliów książęcych i dopiero po wzmożeniu wydobycia złóż złota w podlegnickich Mikołajowicach stan finansów nieznacznie się poprawił.
W 1345 r. książęcy bracia zdecydowali się na podział swoich kompetencji i władzy. Wacław i Ludwik dokonali wtedy losowania, na mocy którego starszemu przypadła wprawdzie rozleglejsza lecz znacznie uboższa część ze Złotoryją, Chojnowem, Chocianowem i zastawionym Lubinem.
Podział próbę czasu wytrzymał tylko rok, gdyż bardzo schorowany Wacław, spodziewając się urodzenia potomka po ośmiu latach małżeństwa z księżniczką cieszyńską Anną, wymógł na bracie układ, w którym zobowiązywał się przekazać po swojej spodziewanej rychłej śmierci całość swojego dziedzictwa Ludwikowi i to bez względu na to, czy urodzi mu się męski potomek czy też nie. W zamian za to Ludwik zrezygnował ze swojej dzielnicy na rzecz Wacława, otrzymując odszkodowanie w wysokości 400 grzywien rocznie wraz z pałacem w Buczynce.
Wkrótce okazało się jednak, że Wacław mimo złego stanu zdrowia wcale nie zamierza umierać. Dodatkowo zaś sytuacja uległa skomplikowaniu po urodzeniu się Wacławowi i Annie kolejno czterech synów.
Książę legnicki chcąc zmusić Ludwika do rezygnacji z pretensji do następstwa po sobie zdecydował się na wstrzymanie wypłacania renty pieniężnej, a końcu po śmierci ojca Bolesława III, w 1352 r. nawet do użycia siły.
Wojna domowa toczyła się ze zmiennym szczęściem, z przerwami sześć lat (przerywały ją próby mediacji księcia oleśnickiego – Konrada I, biskupa wrocławskiego – Przecława z Pogorzeli i cesarza Karola IV). Wojna zakończyła się dopiero w lipcu 1359 r. układem, na mocy którego przegrany Wacław musiał wydzielić Ludwikowi dzielnicę ze stolicą w Chojnowie oraz połowę odziedziczonego po macosze Katarzynie Subić księstwa brzesko-oławskiego (drugą połowę wraz z Byczyną i Kluczborkiem Wacław zdążył już sprzedać księciu świdnickiemu Bolkowi II). Dodatkowym ustępstwem Wacława było zapłacenie odszkodowania młodszemu bratu w wysokości 4500 grzywien.
Oprócz konfliktu z bratem Wacław był zaangażowany również w popieranie rządów Luksemburgów na Śląsku i tak w 1348 r. na polecenie cesarza pełnił funkcję mediatora w sporze pomiędzy biskupem wrocławskim Przecławem z Pogorzeli a kapitułą wrocławską o prawo książęce. Jedenaście lat później książę próbował z kolei rozsądzić spór zaistniały o księstwo bytomsko-kozielskie, pomiędzy księciem oleśnickim Konradem I a księciem cieszyńskim Przemysławem I Noszakiem.
Wreszcie w lutym 1350 Wacław obecny był w orszaku Karola IV uczestniczącym w ślubie landgrafa Turyngii (i zarazem margrabiego Miśni) – Fryderyka II w Budziszynie na Łużycach.
Przez cały okres rządów głównym problemem Wacława I był pusty skarb księstwa. Nie chodziło tutaj jednak tylko o niegospodarność najstarszego syna Bolesława III Rozrzutnego, ale i o ogromne długi odziedziczone po ojcu. Nic więc dziwnego, że większość obszaru księstwa znalazła się wkrótce w dzierżawie i zastawie sąsiednich książąt i biskupów, a nawet zwykłych rycerzy i mieszczan.
Mimo fatalnej sytuacji finansowej Wacław zdecydował się na fundację klasztoru benedyktynek i kolegiaty pw. Bożego Grobu w Legnicy. W celu zaś podniesienia własnego prestiżu przez kilka lat wybijał złote monety tzw. „wacławki”.
Wacław I legnicki zmarł 2 czerwca 1364 i został pochowany w ufundowanym przez siebie kościele Bożego Grobu w Legnicy. Pomimo ciążącej na Wacławie kary ekskomuniki za niespłacone długi, obyło się bez większych komplikacji. Dopiero w 1365 r. synowi Wacława udało się karę uchylić. Nagrobek księcia przetrwał do czasów współczesnych (obecnie znajduje się w katedrze legnickiej).
Wacław z małżeństwa z Anną cieszyńską doczekał się pięciorga dzieci – czterech synów (byli to: Rupert I, Wacław II, Bolesław IV i Henryk VIII) i córki Jadwigi, wydanej za księcia żagańskiego Henryka VI.